# Издайническото сърце
Издайническото сърце (на английски: The Tell-Tale Heart) е разказ, написан от американския писател и поет Едгар Алън По, публикуван за пръв път през 1843 г. Историята е представена от неназован разказвач, който настоява, че е психически стабилен след като е убил старец с „хищническо око“. Убийството е планирано внимателно, а убиецът скрива тялото, като го нарязва на парчета и поставя частите под пода. В крайна сметка вината на разказвача се разкрива в негова халюцинация, че сърцето на стареца все още бие под дъските на пода.
Не е ясно каква е (ако въобще има) връзката между стареца и убиеца. Предполага се, че старецът е бащата на убиеца си или разказвачът работи като слуга за възрастния човек. Вероятно „хищническото око“ представлява някакъв вид забулена тайна или сила. Неяснотата и липсата на детайли около двамата главни герои е в силен контраст с точно описаните сюжетни събития, довели до убийството.
Историята е публикувана за пръв път в „The Pioneer“ на Джеймс Ръсел Лоуел през 1843 г. „Издайническото сърце“ се смята за класика в жанра на готическата литература и е един от най-известните разкази на По.